# Louis de Claret
Louis de Claret (né à Toulouse et mort le 2 mars 1636) est un ecclésiastique qui fut évêque de Saint-Papoul de 1626 à 1636.

## Biographie
Louis de Claret est le fils de Jean de Claret, seigneur de Saint-Félix, d'une famille originaire de Montpellier qui s'était établie à Toulouse, et de Philippe de Pelet de Vérune. Il commence ses études sans doute au collège des Jésuites de Toulouse puis les continue à l'université de la ville où il obtient ses degrés en droit. Destiné à la carrière ecclésiastique, il devient chanoine de Saint-Étienne de Toulouse puis il succède à un parent Pons de Claret comme chanoine et prévôt de la cathédrale de Montpellier. Il est également membre du Parlement de Toulouse comme conseiller-clerc en 1600, charge qu'il conserve jusqu'à sa nomination à l'épiscopat. Il est député de la province ecclésiastique aux assemblées de clergé de 1605, 1610, 1619. 
Son élévation au siège épiscopal de Saint-Papoul en 1626 est favorisée par sa grande expérience des affaires mais aussi par le fait que sa sœur soit l'épouse d'Aymar de Caylar de Saint-Bonnet, la mère de Claude de Saint-Bonnet de Toiras, évêque de Nîmes et du maréchal de Toiras. Il est consacré par l'évêque de Lombez et assiste encore à l'Assemblée du clergé de Poitiers en 1627 et aux États généraux du Languedoc de 1628. Il meurt en 1636 .